# Nokia E52
Pour les articles homonymes, voir E52.
Le Nokia E52 est un smartphone de la gamme Nokia Série E. Il s'agit d'un appareil avec Symbian OS 9.3 comportant un écran de 240 × 320. Il est disponible en aluminium gris métal, aluminium or et d'or. Il est livré avec une carte mémoire microSD de 1 Go, mais il supporte les cartes MicroSD jusqu'à 16 Go de mémoire. Il a également 60 Mo de mémoire utilisateur libre. Il s'agit d'une mise à jour de Nokia E51 modèle de succès. Il a été libéré en même temps que Nokia E55, qui est physiquement et fonctionnellement identiques, sauf pour le clavier T9 traditionnel par opposition à QWERTY compact clavier du E55.

## Caractéristiques
- Système d'exploitation Symbian OS S60 v9.3 (3rd Edition, Feature Pack 2) UI on Symbian OS v9.3
- Processeur ARM 11 600 MHz
- GSM/EDGE/3G/3G+
- 116 × 49 × 9,9 mm pour 98 grammes
- Écran résistif de 2.4 pouces de définition 240 × 320 pixels
- Batterie de 1 500 mAh
- Mémoire : 60 Mo extensibles par carte mémoire Micro SD limité à 16 Go
- Appareil photo numérique de 3,2 mégapixels avec (autofocus,zoom numérique
- Appareil photo numérique secondaire pour la visiophonie
- WiFi b,g
- Bluetooth 2.0 Stéréo
- Jack (prise) 3,5 mm
- A-GPS (Logiciel Ovi cartes inclus)
- Vibreur
- Radio FM 87.5-108 MHz avec RDS (max. 20 stations).
- DAS : 1,23 W/kg.